# Krilate žuželke
Krilate žuželke (znanstveno ime Pterygota) so skupina žuželk, za katere je značilno, da imajo izvorno krila. Vanjo uvrščamo večino žuželk. Na zadku nimajo izrastkov, razen zunanjih spolnih organov na 8. in 9. členu ter cerkov.
Pri določenih skupinah, na primer pri stenicah, tripsih in kobilicah, je preobrazba nepopolna, vse stopnje od jajčeca do odrasle živali so nimfe. Druge skupine - hrošči, metulji, dvokrilci idr. pa preživijo popolno preobrazbo. Iz jajčeca se razvije ličinka ki se sama prehranjuje, ta se nato zabubi in se v tem stadiju neha prehranjevati. V bubi se med stalnim spreminjanjem razvije v končno obliko - odraslo žival.